# آقایان موطلایی‌ها را ترجیح می‌دهند (رمان)
آقایان موطلایی‌ها را ترجیح می‌دهند: خاطرات خودمانی یک بانوی حرفه‌ای (به انگلیسی: Gentlemen Prefer Blondes: The Intimate Diary of a Professional Lady) یک رمان طنز است که توسط آنیتا لوس، نویسندهٔ آمریکایی، نوشته شده است. داستان این کتاب راوی دعواهای یک زن بلوند جوان و پول‌پرست به نام لورلی لی «در عصر جین وانی تاریخ آمریکا» است. این اثر که در همان سال با رمان گتسبی بزرگ اثر اف. اسکات فیتزجرالد و فشفشه‌ها اثر کارل ون وکتن منتشر شد، یکی از چندین رمان معروف آمریکایی در سال ۱۹۲۵ است که بر لذت‌گرایی بی‌پروا در عصر جاز تمرکز دارد.

## پس‌زمینه داستان
در طول سال‌ها، آنیتا لوس داستان‌های منشأ متفاوتی را برای ایده رمان «آقایان مو بورها را ترجیح می‌دهند» تعریف کرد، اگرچه هر یک از داستان‌های مبدأ مختلف شامل یک حادثه در قطار است. هنگامی که به عنوان فیلم‌نامه‌نویس در هالیوود، لس آنجلس کار می‌کرد، لوس ۴۰ ساله به تنهایی یا با بازیگر داگلاس فربنکس سوار قطار شد. در داخل قطار، او با نویسنده اچ. ال. منکن، سردبیر جدی مجموعه هوشمند، به همراه یک بلوند جوان جذاب، که اغلب به عنوان بازیگر، می دیویس یا می کلارک شناخته می‌شود، مواجه شد.
در طول سال‌ها، آنیتا لوس داستان‌های با منشأ متفاوتی را برای ایده رمان «آقایان مو بورها را ترجیح می‌دهند» تعریف کرد، اگرچه هر یک از داستان‌های منشأ مختلف شامل یک حادثه در قطار است. فیلمنامه‌نویس در هالیوود، کالیفرنیا، یک لوس ۴۰ ساله به تنهایی یا با بازیگر داگلاس فیربنکس سوار قطار شد. در داخل قطار، او با littérateur [[H] مواجه شد.ال. منکن]]، ویراستار بداخلاق "مجموعه هوشمند"، در جمع یک بلوند جوان جذاب، که اغلب به عنوان بازیگر می دیویس یا می کلارک شناخته می‌شود.<ref>(Carey 1988، ص. ۸۸): "در اکثر حساب‌ها، نام او همیشه به عنوان Mae Davis یا Mae Davis شناخته می‌شود. خانم کلارک، که بیشتر به خاطر کوبیدن گریپفوت به صورتش در «دشمن عمومی» به یاد می‌آید، اصرار دارد که او مدل آنیتا نبوده است، اما تا چندین سال بعد
وقتی لوس چمدان‌های سنگین خود را از قفسه‌های بالای سرشان بیرون می‌آورد در حالی که مردان نزدیک هیچ کمکی نمی‌کردند، دختر بلوند جوان کتابش را رها کرد و چند نفر مرد تماشاگر برای گرفتن آن پریدند. لوس این تضاد فاحش را در رفتار مردان مشاهده کرد و حدس زد که این تفاوت ناشی از بلوند بودن زن دیگر است.
در طول قطار، منکن، دوست صمیمی لوس، همچنان توجه خود را بر روی دختر بلوند جوان متمرکز کرد و مانند یک آدم ساده عاشق رفتار کرد. لوس به یاد می‌آورد: «به دلیل لاس زدن هنری منکن با بلوند کوچولو احمق، من یک صفحه نوشتم که به تمسخر عشق او پرداخت. فکر نمی‌کردم هرگز چاپ شود». یک لوس حسود داستان کوتاه را در شخصیت یک جوان بلوند که در یک دفتر خاطرات صمیمی به بازگویی دلخوری‌های خود می‌پرداخت، یادداشت کرد.
لوس پس از رسیدن به خانه اش، داستان را فراموش کرد، اما پس از بازکردن چمدان‌هایش، دست نوشته را دوباره پیدا کرد. او که منکن را متحیر کرد، نسخه خطی را در پاکتی گذاشت و برای او پست کرد. منکن از این قطعه توهین آمیز لذت برد و دست نوشته را به هنری سیل، سردبیر هارپرز بازار فرستاد. سل داستان را برای انتشار پذیرفت، و او از لوس خواست که به نوشتن در مورد فرارهای فلپر بلوند ادامه دهد. به دلیل محبوبیت داستان‌های لوس، تیراژ مجله به شدت افزایش یافت، و بونی و لایورایت داستان‌ها را به صورت کتاب در نوامبر ۱۹۲۵ منتشر کردند.